# 4. Brandenburgisches Konzert
Johann Sebastian Bachs viertes Brandenburgisches Konzert, BWV 1049, ist ein Konzert für Solovioline, zwei Blockflöten und Streichorchester. Das Werk ist Teil einer Sammlung von sechs Konzerten, die Bach im März 1721 unter dem Titel Six Concerts avec plusieurs instruments in Partitur an den Markgrafen Christian Ludwig von Brandenburg-Schwedt sandte. Die Einzelwerke dieser Sammlung weisen in Besetzung, Umfang und Charakter große Unterschiede auf.

## Besetzung
- Violine solo
- Zwei Blockflöten („Fiauti d’echo“) solo, Stimmumfang f1–g3
- Violine 1 (tutti)
- Violine 2 (tutti)
- Viola (tutti)
- Violoncello (tutti)
- Violone (tutti)
- Basso continuo (meist Cembalo)

Verschiedene Hypothesen wurden in der Fachwelt diskutiert, was Bach mit der Bezeichnung Fiauti d’Echo, „Echoflöten“, gemeint haben könnte. Vermutlich handelte es sich um Doppelflöten etwa der Art, die auf einem Bild in dem 1698 erschienenen Ständebuch von Christoph Weigel zu sehen ist: zwei in einem gemeinsamen Instrumentenkörper gebaute Blockflöten, die sich in Lautstärke und Klang unterschieden und so eine Terrassendynamik ermöglichten. Zwei Echoflöten sind in den Inventarlisten des Köthener Hofs verzeichnet und können durchaus aus Bachs Zeit stammen. „Getrenntrohrige“ Doppelblockflöten der Art, wie man sie im Leipziger Musikinstrumentenmuseum sehen kann, eignen sich dagegen spieltechnisch kaum zur Ausführung dieser anspruchsvollen Flötenstimmen.
Das Vierte Brandenburgische Konzert ist das einzige heute bekannte Werk, das diese Instrumente einsetzt.

## Entstehung und spätere Fassung
Die hochentwickelte motivische Arbeit in allen drei Sätzen, die bruchlose Geschlossenheit des ganzen Konzerts und die „Intention des Komponisten, eine absolut regelmäßige Periodik und Proportionierung zu durchbrechen“, lassen vermuten, dass es zusammen mit dem zweiten Konzert als letztes der Sammlung, wohl 1720, entstanden ist. Darauf deutet auch die geringe Zahl von Korrekturen in der Widmungspartitur hin.
Das Konzert steht in der Tonart G-Dur. In den Flötenstimmen wird an mehreren Stellen der Ton fis3 verlangt. Dieser Ton ist auf den hier nötigen Alt-Blockflöten, gerade solchen in der Bauweise des Hochbarock, schwierig bis gar nicht spielbar und wurde von den Komponisten im Allgemeinen umgangen. Es gab und gibt daher Spekulationen über eine ursprünglich andere Tonart.
Eine Kompositionspartitur oder Frühfassung des Konzerts ist nicht erhalten, wohl aber eine spätere Umarbeitung aus Bachs Leipziger Zeit zum Cembalokonzert in F-Dur (BWV 1057). Auch dort setzt Bach die beiden Blockflöten ein, gibt deren Partien im Mittelsatz aber dem Cembalo, wohl weil Echoflöten hier nicht zur Verfügung standen. So wirken die Flöten dort schon eher wie eine Bläsergruppe innerhalb des Orchesters und das Solocembalo solistischer als die Violine in der Originalfassung.

## Musik
Das Werk folgt der in der Barockzeit üblichen dreisätzigen Folge schnell – langsam – schnell:
- Allegro 3/8 G-Dur
- Andante 3/4 e-Moll
- Presto ¢ G-Dur

### Erster Satz
Der erste Satz besteht aus fünf Abschnitten etwa gleicher Länge, die alle mit einer charakteristischen Kadenz in Hemiolen abschließen. Der Satz ist durchweg im 3/8-Takt notiert, bringt aber in allen Instrumenten immer wieder Verschiebungen der Betonung gegen den Grundtakt – so entstehen häufig kurze Sequenzen im 3/4-Takt, auch in mehreren Instrumentalgruppen gegeneinander verschoben. Dieses Charakteristikum durchzieht den gesamten Satz, so dass er als virtuose, großangelegte rhythmische Studie angesehen werden kann.
Die Flöten sind über weite Strecken wie eine Orchestergruppe neben den Streichern eingesetzt; zum Beispiel exponieren sie gleich zu Beginn das Ritornellthema, vom Streichorchester nur durch Akkordschläge gestützt. Die Solovioline, ebenfalls unterstützt durch das Orchester, bringt dann den Themenabschluss mit repetierenden Sechzehnteln. Die Flöten führen nun eine Art zweites Thema ein, das im 3/4-Takt beginnt und in Sequenzen in 3/8 endet; das Anfangsritornell kehrt wieder, und die erwähnte deutliche Kadenz mit Hemiole schließt diesen ersten Teil in der Grundtonart G-Dur ab.
Der zweite Abschnitt führt die Violine als Soloinstrument ein und mündet in die Wiederaufnahme des Flötenthemas; in der Abschlusskadenz wird die parallele Molltonart erreicht. Der dritte Abschnitt beginnt mit einem imitatorischen Spiel der beiden Flöten und des Continuo. Nach einiger Zeit setzt die Solovioline virtuose Zweiunddreißigstelläufe dagegen, während nun Flöten und Orchesterviolinen einander dramatisch gegenübergestellt werden. Schließlich etabliert sich die Solovioline mit Doppelgriffen als drittes Element – hier ist die Subdominante erreicht.
Der vierte Abschnitt beginnt mit Pianissimoläufen der Geigen und geht dann wieder in die Solopassagen des zweiten Teils über. Ein Großteil des thematischen Materials wird hier noch einmal aufgegriffen und harmonisch intensiviert; Ziel der umfangreichen Modulationspassage ist die Dominantparallele. Bach markiert diese Stelle mit einem kurzen Unisono der Streicher und lässt eine vollständige Reprise des ersten Abschnitts folgen.

### Zweiter Satz
Der langsame Satz ist eine Sarabande, bei der die beiden Flöten die Motive der Streicher echoartig wiederholen und die Solovioline nur als deren Bass fungiert. Auch hier werden fünf Formabschnitte jeweils durch eine Hemiole abgeschlossen; dahinter folgt noch eine kleine Solokadenz der ersten Flöte und abschließende phrygische Kadenz des Orchesters. Der Satz endet auf der Dominante.

### Dritter Satz
Der Schlusssatz ist eine groß angelegte konzertierende fünfstimmige Fuge mit umfangreichen Solopassagen, besonders der Violine. Die Integration der beiden Formmodelle Ritornellform und Fuge ist einzigartig: Beispielsweise wird das Fugenthema selbst sehr variabel gehandhabt; die Anfangsquart wird im Verlauf immer wieder durch eine Oktav ersetzt, oder Bach verwendet auch nur den zweiten Teil des Themas, eine auftaktige Kette von Vierteln, und entwickelt daraus einen Kontrapunkt und Begleitfiguren für die Solopassagen.
Die erste Soloepisode beginnt mit Laufwerk der Violine, in dem die Flöten aus dem Thema ein motivisches Spiel entwickeln, bis das Orchester wieder (nun in der Tonart der Dominanten) einsetzt. Das zweite Solo beginnt in der parallelen Molltonart und konzentriert sich ganz auf die Violine, die in Läufen und Bariolage-Effekten ihre Virtuosität zeigt. Das Tutti moduliert zurück zur Dominante; die dritte Soloepisode führt das Blockflötenduo allein vor und nimmt – nach einem kurzen Tutti – das Material des ersten Solos wieder auf.
Der Schluss wird durch einen Orgelpunkt angekündigt, dann lässt Bach die laufende Bewegung dreimal unerwartet stocken, ehe er den Weg zu einer strettaartigen, angedeuteten Engführung freigibt und den Satz beschließt.